# Јорк (Северна Дакота)
Јорк (енгл. York) град је у америчкој савезној држави Северна Дакота.

## Демографија
По попису из 2010. године број становника је 23, што је 3 (-11,5%) становника мање него 2000. године.
| Група             | 2000.      | 2010.      |
| Белци             | 25 (96,2%) | 20 (87,0%) |
| Афроамериканци    | 0 (0,0%)   | 0 (0,0%)   |
| Азијати           | 0 (0,0%)   | 0 (0,0%)   |
| Хиспаноамериканци | 0 (0,0%)   | 0 (0,0%)   |
| Укупно            | 26         | 23         |